# Cebrenninus
Cebrenninus is een geslacht van spinnen uit de  familie van de Thomisidae (krabspinnen).

## Soorten
- Cebrenninus annulatus (Thorell, 1890)
- Cebrenninus laevis (Thorell, 1890)
- Cebrenninus rugosus Simon, 1887
- Cebrenninus scabriculus (Thorell, 1890)
  - Cebrenninus scabriculus sulcatus (Thorell, 1890)